# お月様のことばかり
『お月様のことばかり』（おつきさまのことばかり）は、たておか夏希による日本の漫画作品。

## 概要
『なかよし』（講談社）において、1997年から1997年まで連載された。

## 書誌情報
たておか夏希 『お月様のことばかり』 講談社〈講談社コミックスなかよし〉、全1巻
- 1巻、1997年5月6日発行、ISBN 4-06-178862-0